# Станьо Дюлгеров
Станьо (Стефан) Божилов Дюлгеров е български революционер, родом от село Копривщица.
Станьо Дюлгеров е роден през 1839 в Копривщица. Като участник в Българското опълчение по време ма Руско-турската Освободителна война (1877 – 1878) е награден със знак на орден „Св. Георги“ – IV ст. След войната е кмет (градоначалник) на Варна, околийски управител на Добрич. Награден е и със званието почетен гражданин на град Габрово за участието си в боевете на връх Шипка.
На 1 юли 1926 г., Станьо Дюлгеров подава молба за отпускане на поборническа пенсия за своето участие Априлското въстание от 1876 г., за което няма представени документи. За участието си в Сръбско-турската война от 1876 г. има представен доказателствен документ, издаден от Сръбското военно министерство. Живее във Варна на улица „Балканска“ № 1., където почива след 1931 г.